# Marvin Bagley
Marvin Bagley III (ur. 14 marca 1999 w Tempe) – amerykański koszykarz, występujący na pozycji silnego skrzydłowego, od 2024 zawodnik Washington Wizards.
W 2017 został wybrany najlepszym zawodnikiem szkół średnich stanu Kalifornia (California Gatorade Player of the Year). Został też zaliczony do USA TODAY's All-USA.
Jego ojciec - Marvin Junior grał w futbol amerykański na uczelni North Carolina A&T.
10 lutego 2022 trafił w wyniku wymiany do Detroit Pistons. 14 stycznia 2024 został wytransferowany do Washington Wizards.

## Osiągnięcia
Stan na 21 stycznia 2024, na podstawie, o ile nie zaznaczono inaczej.
NCAA
- Uczestnik rozgrywek Elite 8 turnieju NCAA (2018)
- Koszykarz roku:
  - NCAA według Basketball Times (2018)
  - konferencji Atlantic Coast (ACC – 2018)[6]
- Najlepszy pierwszoroczny zawodnik:
  - NCAA według NABC (2018)
  - konferencji ACC (2018)[7]
- Laureat Pete Newell Big Man Award (2018)[8]
- Zaliczony do I składu:
  - All-American (2018)
  - All-ACC (2018)
  - turnieju ACC (2018)
  - najlepszych pierwszorocznych zawodników ACC (2018)
  - NCAA All-Midwest Region (2018)
- Zawodnik tygodnia ACC (13.11.2017, 27.11.2017)
- Najlepszy pierwszoroczny zawodnik ACC (13.11.2017, 27.11.2017, 2.01.2018, 4.12.2018)
- Lider ACC w:
  - średniej:
    - punktów (21 – 2018)
    - zbiórek (11,1 – 2018)

  - skuteczności rzutów z gry (61,4% – 2018)

NBA
- Zaliczony do I składu debiutantów NBA (2019)[9]
- Uczestnik Rising Stars Challenge (2019)[10]